# Joint Base Langley–Eustis

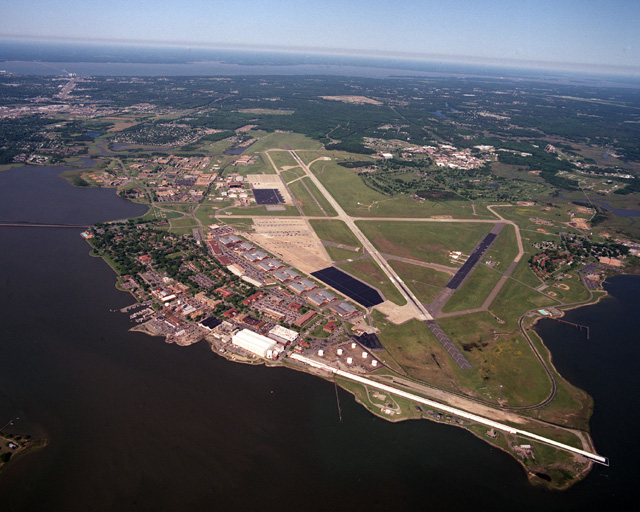
Langley Air Force Base, 2011.

Joint Base Langley–Eustis är en militär anläggning (IATA: LFI, ICAO: KLFI, FAA LID: LFI) tillhörande USA:s försvarsdepartement som bildades 2010 genom en sammanslagning av två olika baser i och kring Newport News och Hampton vid Hampton Roads i delstaten Virginia.
De två baserna som slogs samman till en enhet, i enlighet med 2005 års Base Realignment and Closure Commission, var arméns Fort Eustis och flygvapnets Langley Air Force Base.
På basen finns högkvarteren för flygvapnets huvudkommandon, Air Combat Command (ACC) och arméns utbildningskommando, United States Army Training and Doctrine Command (TRADOC).

## Fort Eustis
Fort Eustic (37°09′33″N 76°34′31″V / 37.1593°N 76.5752°V) bildades 1918 och anlades i anslutning till områdets många hamnar med syftet att underlätta transporter och logistik av arméns förband. Transportbrigaden 7th Transportation Brigade  är förlagd här liksom United States Army Center for Initial Military Training (en del av TRADOC) som ansvarar för arméns rekrytutbildningar av meniga.

## Langley Air Force Base

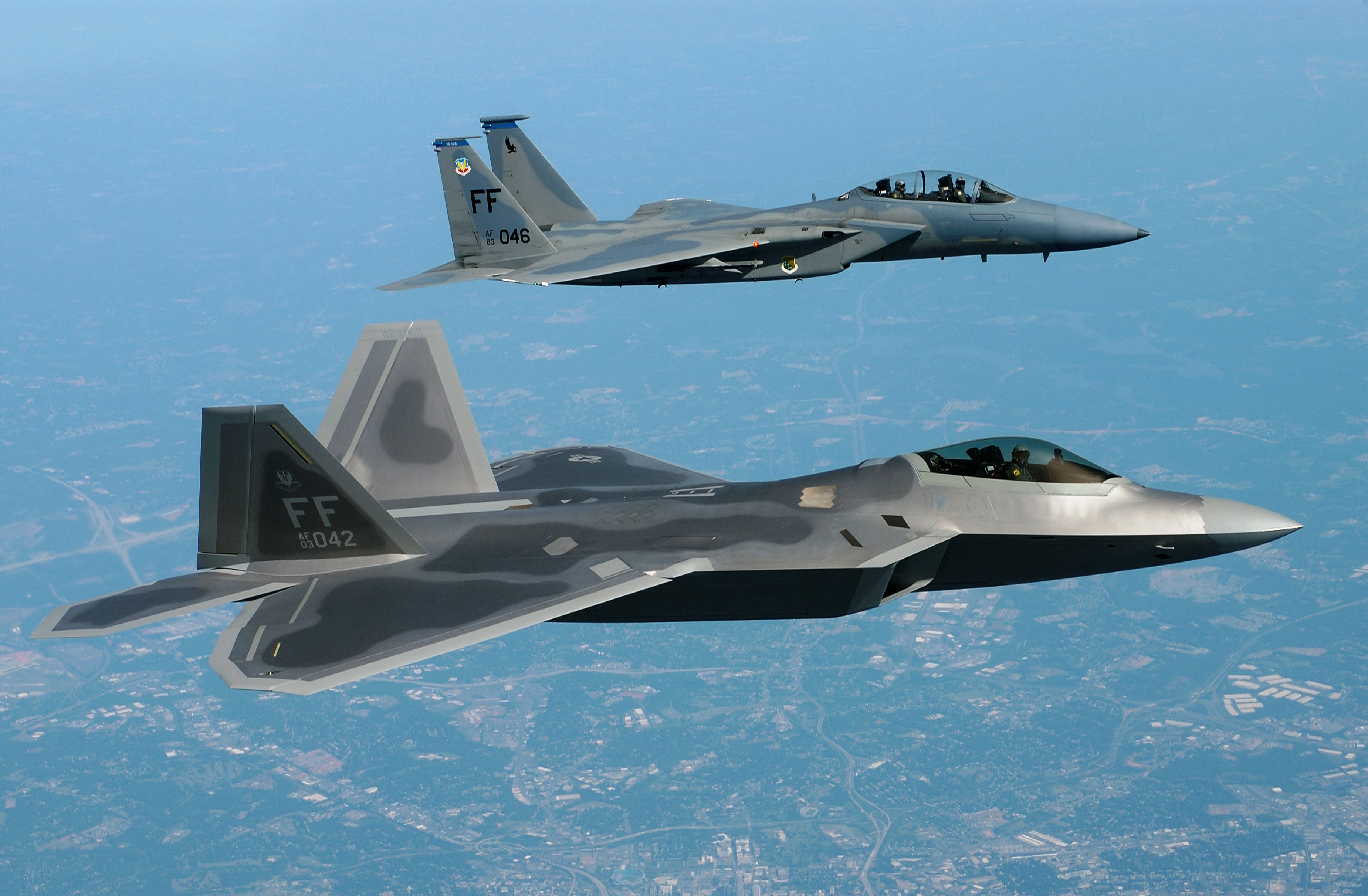
Den första F-22 Raptor för First Fighter Wing (FF) under färd till Langley Air Force Base eskorterad av en F-15D Eagle, 13 maj 2005.

Basen som är belägen i Hampton och som ursprungligen hette Langley Field (uppkallat efter Samuel Pierpont Langley) är en av de äldsta anläggningarna i det som kom att bli USA:s flygvapen och togs i drift 1916 under första världskriget. 
1946 etablerades högkvarteret för Tactical Air Command på Langley och kom att förbli där fram till omvandlingen till Air Combat Command 1992. 1976 flyttade 1st Tactical Fighter Wing från MacDill Air Force Base i Florida till Langley och blev det första förbandet med F-15 Eagle. Förbandet bytte 1991 namn till 1st Fighter Wing och blev även 2005 det första förbandet i flygvapnet med F-22 Raptor. På Langley finns även 192nd Fighter Wing som tillhör Virginias flygnationalgarde som även det flyger med F-22.
I anslutning till basen finns rymdstyrelsen NASA:s Langley Research Center.